# Dendropsophus acreanus
Dendropsophus acreanus (лат.) — вид земноводных из семейства квакши. Эндемик Южной Америки: Боливия, Бразилия, Перу. Встречаются в предгорных влажных тропических лесах на высотах от 200 до 1200 м. Вид D. acreanus был впервые описан в 1964 году бразильским зоологом Вернером Бокерманном (Werner Bokermann, 1929—1995) под первоначальным названием Hyla acreana Bokermann, 1964.